# Luz Sagrada

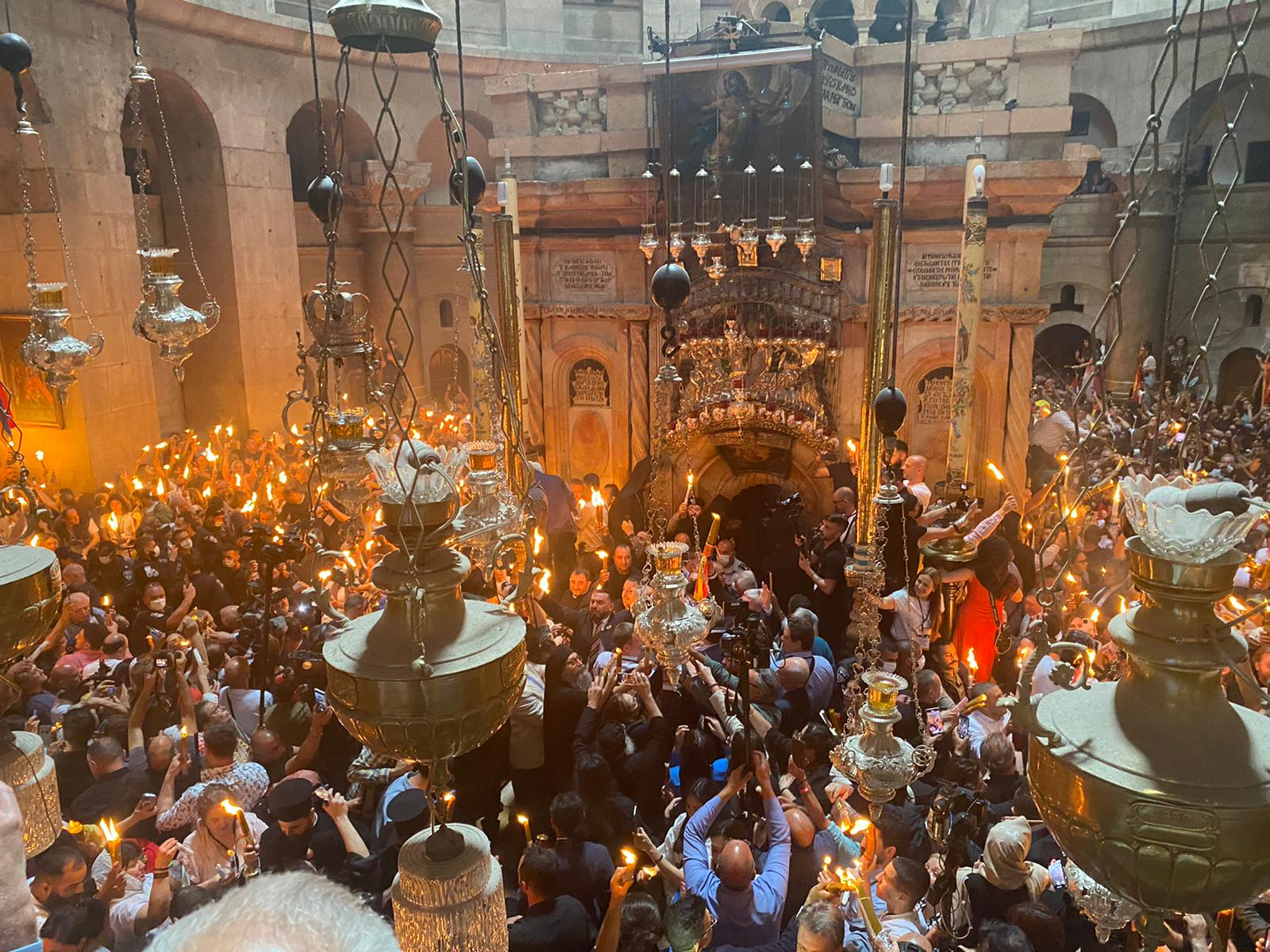
Luz Sagrada en 2022.

La Luz Sagrada o Fuego Sagrado es un milagro que ocurre cada año en la iglesia de Santo Sepulcro, Jerusalén en el Sábado Santo, un día antes de la Pascua ortodoxa. Se considera el mayor milagro anual, documentado desde el año 867. Es precedida por el Patriarca ortodoxo griego de Jerusalén.
La ceremonia se retransmite por televisión a casi todos los países ortodoxos o con población ortodoxa importante. La Luz Sagrada es llevada en vuelos especiales hacia países como Rusia, Bielorrusia, Grecia, Chipre, Serbia, Montenegro, Georgia, Bulgaria, Rumanía, Moldavia, Ucrania, Siria, Líbano, Jordania y Armenia, siendo allí recibida con honores de grandes personalidades políticas y religiosas.

## Descripción
El Sábado Santo, al mediodía, el Patriarca griego junto con su clero, seguido por el Patriarca armenio con su clero y por el Obispo copto, desfilan en una procesión solemne, cantando himnos, tres veces alrededor del Santo Sepulcro. Una vez acabada la procesión, el Patriarca de Jerusalén u otro Arzobispo lee una oración especial, se quita la túnica y entra solo en el Santo Sepulcro. Los prelados armenios y coptos se quedan en la pre-cámara donde se dice que se apareció el ángel a María Magdalena después de la Resurrección de Jesús. Después de que el Patriarca entre en el Santo Sepulcro, los allí presentes cantan himnos en griego hasta que la Luz Sagrada baja y enciende las 33 velas atadas juntas por el Patriarca mientras estaba solo en el Santo Sepulcro de Jesús.

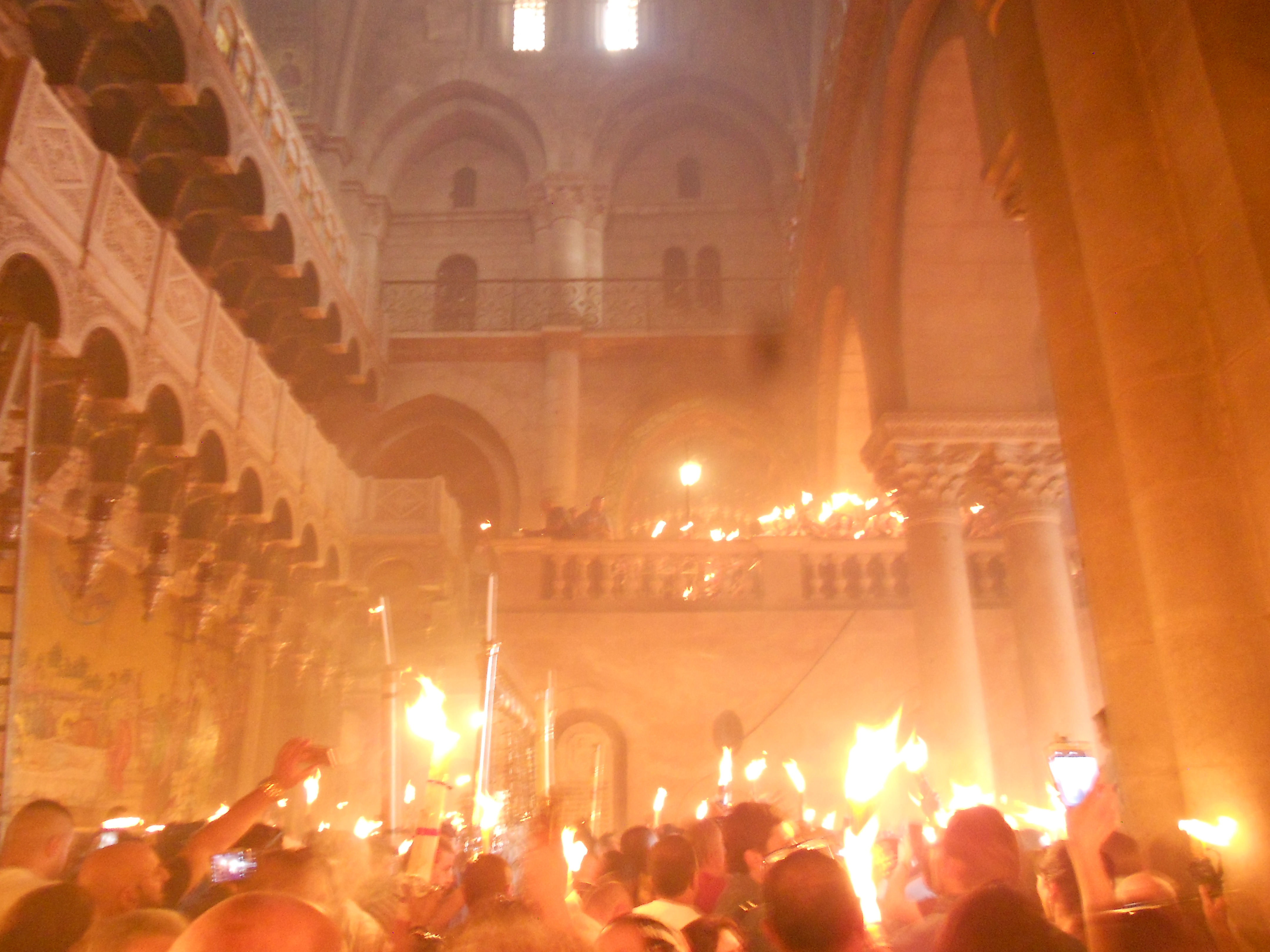
Luz Sagrada en 2018

Una vez las velas están encendidas, el Patriarca sale del Santo Sepulcro y comparte la luz con otras 33 velas o 12 velas rezando. 
Los peregrinos relatan que el Fuego Sagrado no les quema ni el cabello ni la piel ni la ropa en los primeros momentos después de encenderse, como si estuviesen protegidos por su esperanza.
Las autoridades israelíes examinan al Patriarca antes de entrar en el Santo Sepulcro, para que no se lleve consigo nada que pueda encender un fuego. Históricamente, los soldados turcos realizaban este examen.

## Historia
Se cree que la primera mención de la Luz Sagrada la hizo el historiador Eusebio de Cesarea en su obra Vida de Constantino, que data alrededor del año 328 d. C.. Según su relato, en la Pascua del año 162, en Jerusalén, cuando los celadores de una iglesia estaban a punto de llenar las lámparas para prepararlas para celebrar la resurrección de Jesús, se dieron cuenta de que ya no quedaba aceite para echar en las lámparas. Ante esto, el obispo Narciso de Jerusalén ordenó que se llenaran las lámparas con agua. Luego les dijo a los guardias que las encendieran, y cada lámpara ardió como si estuviera llena de aceite puro.
Alrededor del año 385 d. C., Egeria, una mujer noble de España, viajó a Palestina. En el relato de su viaje, habla de una ceremonia junto al Santo Sepulcro de Cristo, donde sale una luz de la pequeña capilla que encierra la tumba, por lo que toda la iglesia se llena de una luz infinita.
A pesar de estos casos anteriores, se cree que el Fuego Santo fue registrado por primera vez por el peregrino cristiano Bernardo el Sabio, en 867.

### Periodo cruzado
Bajo Balduino I, el clero latino se había apoderado del Santo Sepulcro, pero en 1101 se dio la orden de restaurar el clero griego a causa del "fracaso al momento de realizar el rito de la Luz Sagrada en la víspera de Pascua", dando a entender que ningún obispo latino había conseguido que el fuego se encendiera.

### Periodo otomano
En 1834, en presencia del gobernador Ibrahim Pasha, los frenéticos peregrinos en la iglesia abarrotada y llena de humo crearon una estampida, agravada por los guardias, que se abrieron paso entre las masas. Supuestamente, 400 personas perdieron la vida, según las palabras del viajero inglés de Oriente Próximo, Robert Curzon.

### Periodo actual
La ceremonia del 2002 se vio empañada cuando un desacuerdo entre el Patriarca griego y el obispo armenio que lo acompañaba sobre quién debería emerger primero con el Fuego Santo llevó a una lucha entre facciones. Durante la refriega, el patriarca griego apagó dos veces la vela del armenio, mientras que al patriarca griego le despojaron de uno de sus zapatos. Al final, la policía israelí entró en el lugar para restablecer el orden.

## Críticas
- En 1009, el califa Al-Hákim bi-Amrillah ordenó la destrucción del Santo Sepulcro y sus edificios asociados, aparentemente indignado por lo que consideraba el fraude practicado por los monjes.[9]
- En 1238, el Papa Gregorio IX, denunció la Luz Sagrada declarándola un fraude, sin aportar argumentos o pruebas que lo desacrediten, seguramente como consecuencia del Cisma que en ese momento se había consumado.[10]
- Según el jurista Shihab al-Din al-Qarafi, el gobernante del siglo XIII Turan Shah, descubrió el fraude del Fuego Sagrado; sin embargo, permitió que los monjes continuaran con su fraude a cambio de dinero.[11]
- Algunos cristianos ortodoxos como el griego Adamantios Koraís y el ruso Igor Dobrokhotov consideraron que la ceremonia era una fraude.[12]
- El obispo armenio de la Iglesia del Santo Sepulcro, Samuel Agoyan, que ha participado en la ceremonia junto al Patriarca griego en tres ocasiones, dijo en una entrevista en 2018 que el Patriarca griego encendió el fuego con la ayuda de una lámpara.[13]